# Лондонське товариство фізиків

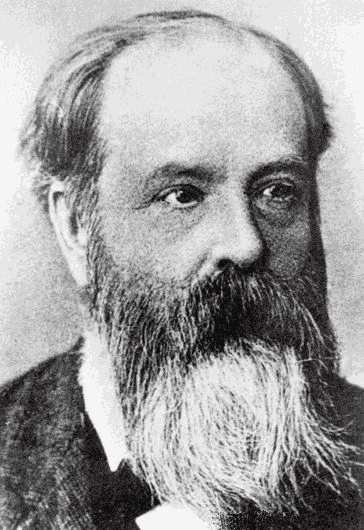
Фредерік Гатрі, засновник і згодом президент товариства (1884−1886)

Ло́ндонське товари́ство фі́зиків (англ. Physical Society of London), також відоме як Товари́ство фі́зиків (англ. Physical Society) — британське наукове товариство, яке проіснувало з 1874 до 1970 року.

## Історія Товариства
Лондонське товариство фізиків було створене 14 лютого 1874 року за ініціативою професора фізики Королівського коледжу наук Південного Кенсінгтона Фредеріка Гатрі та його помічника Вільяма Барретта. До початкового складу Товариства увійшли 29 осіб. Першим президентом Товариства став Джон Холл Гладстон.
У 1921 році Лондонське товариство фізиків було перейменовано в Товариство фізиків. У 1932 році воно поглинуло Оптичне товариство Лондона.

## Діяльність Товариства
Лондонське товариство фізиків організовувало публічні лекції з демонстрацією фізичних ефектів. З 1874 до 1967 року Товариство видавало свій журнал «Proceedings of the Physical Society». Товариство фізиків встановило традиції освіти громадськості Англії в XIX та XX століттях, що забезпечило до початку XX століття затвердження авторитету такої професії як «фізик». Це сталося частково завдяки діяльності цього товариства, почасти — в результаті великого попиту на наукові розробки й дослідження з фізики, в основному, під час Першої світової війни.

## Реорганізація Товариства
У 1917 році Рада Лондонського товариства фізиків разом з Товариством Фарадея, Оптичним товариством Лондона і Товариством Рентгена почали шукати нові шляхи покращення професійного статусу фізиків. В результаті за спеціальною ліцензією Ради торгівлі при Таємній раді Великої Британії у 1920 році було створено Інститут фізики як наукове товариство, котре у своїй роботі охоплювало три напрями: освіту, дослідження і розробки. У 1960 році Товариство фізиків було об'єднане з Інститутом фізики з утворенням Інституту фізики і фізичного товариства. У 1970 році Товариство фізиків було повністю поглинуте Інститутом фізики.

## Нагороди Товариства
У 1970 році Товариство фізиків було удостоєне Королівської хартії за формування традицій наукової освіти суспільства.

## Президенти

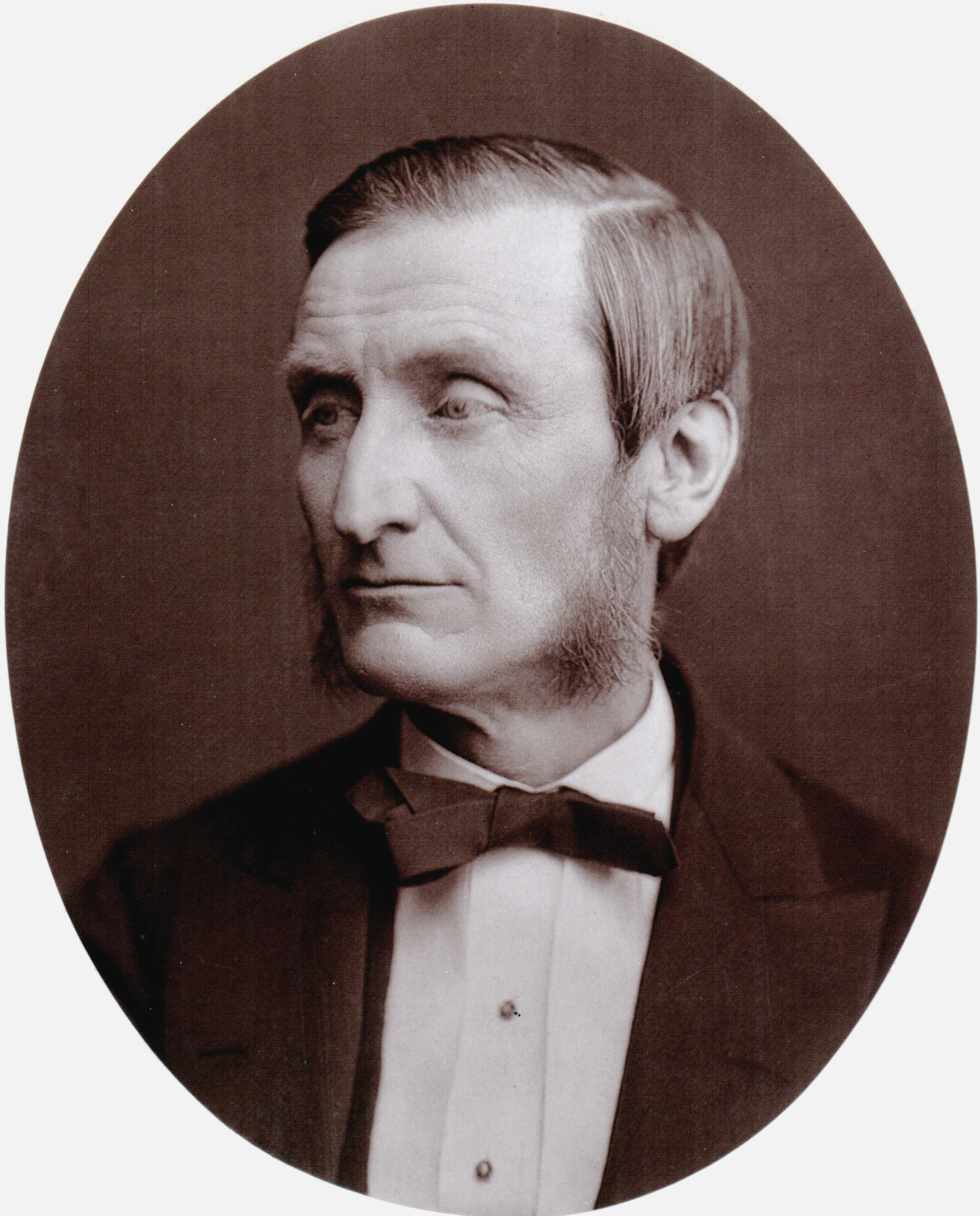
Перший президент Лондонського товариства фізиків Джон Холл Гладстон

Президенти Лондонського товариства фізиків (Товариства фізиків)
- 1874−1876 Джон Холл Гладстон
- 1876−1878 Джордж Кері Фостер[en]
- 1878−1880 Вільям Гріллс Адамс[en]
- 1880−1882 Вільям Томсон
- 1882−1884 Роберт Белламі Кліфтон[en]
- 1884−1886 Фредерік Гатрі
- 1886−1888 Бальфур Стюарт
- 1888−1890 Арнольд Вільям Рейнольд[en]
- 1890−1892 Вільям Едвард Айртон
- 1892−1893 Джордж Френсіс Фіцджеральд
- 1893−1895 Артур Вільям Рюкер[en]
- 1895−1897 Вільям де Вайвлеслі Ебней[en]
- 1897−1899 Шелфорд Брідвелл[en]
- 1899−1901 Олівер Лодж
- 1901−1903 Сильванус Філіпс Томсон[en]
- 1903−1905 Річард Глейзбрук
- 1905−1906 Джон Генрі Пойнтінг
- 1906−1908 Джон Перрі[en]
- 1908−1910 Чарлз Чрі[en]
- 1910−1912 Г'ю Лонгборн Каллендар[en]
- 1912−1914 Артур Шустер
- 1914−1916 Джозеф Джон Томсон
- 1916−1918 Чарлз Вернон Бойз
- 1918−1920 Чарльз Герберт Ліс (англ. Charles Herbert Lees)
- 1920−1922 Вільям Генрі Брегг
- 1922−1924 Александер Рассел[en]
- 1924−1926 Франк Едвард Сміт[en]
- 1926−1928 Оуен Віланс Річардсон
- 1928−1930 Вільям Екклз[en]
- 1930−1932 Артур Еддінгтон
- 1932−1934 Александер Олівер Ренкін[en]
- 1934−1936 Джон Вільям Стретт, лорд Релей
- 1936−1938 Томас Сміт (англ. Thomas Smith)
- 1938−1941 Алан Фергусон (англ. Sir Allan Ferguson)
- 1941−1943 Чарлз Галтон Дарвін
- 1943−1945 Едвард Андраде[en]
- 1945−1947 Девід Брунт[en]
- 1947−1949 Георг Інгл Финч[en]
- 1949−1950 Сидні Чепмен[en]
- 1950−1952 Леслі Флітвуд Батес[en]
- 1952−1954 Річард Віддінгтон (англ. Richard Whiddington)
- 1954−1956 Гаррі Мессі[en]
- 1956−1958 Невілл Френсіс Мотт
- 1958−1960 Джон Реткліфф

Президенти Інституту фізики і фізичного товариства
- 1960−1962 Джон Дуглас Кокрофт
- 1962−1964 Алан Вілсон[en]
- 1964−1966 Гордон Сазерленд[en]
- 1966−1968 Джеймс Тейлор (англ. James Taylor)
- 1968−1970 Малкольм Р. Гевін (англ. Malcolm R Gavin)